# استان کاراولی
استان کاراولی (به اسپانیایی: Provincia de Caravelí) یک استان در پرو است که در منطقه ارکیپا واقع شده‌است. استان کاراولی ۱۳٬۱۳۹٫۸۶ کیلومتر مربع مساحت و ۴۱٬۳۴۶ نفر جمعیت دارد.
۸۴٫۲۴٪ مردم این استان به زبان اسپانیایی، ۱۴٫۴۹٪ به زبان‌های کچوا و ۱٫۰۷ به زبان آیمارا صحبت می‌کنند.